# Златковская, Татьяна Давыдовна
Татьяна Давыдовна Златковская (31 декабря 1918 г., Киев — 30 марта 1981 г., Москва) — советский историк-антиковед, доктор исторических наук, старший научный сотрудник Института этнографии АН СССР, исследователь истории и культуры фракийцев, крито-микенского периода истории Греции.

## Биография
Родилась в семье служащих. В 1936—1941 годах училась на историческом факультете МИФЛИ, где ее научным руководителем был Н. А. Машкин. В 1941—1942 годах преподавала историю в средней школе г. Элисты. В 1942—1943 годах работала в Чкаловском государственном педагогическом институте, в 1943—1944 — в Астраханском ГПИ. В 1944—1945 годах была заместителем декана.
В 1945—1949 годах училась в аспирантуре. В 1956—1957 годах была старшим преподавателем кафедры истории древнего мира исторического факультета МГПИ им. В. П. Потемкина. В 1949—1954 годах работала внештатным редактором редакции археологии и этнографии Издательства АН СССР, в 1954—1956 — старшим библиографом Фундаментальной библиотеки МГУ. В 1959—1960 годах была старшим научно-техническим сотрудником, в 1960—1969 — младшим научным сотрудником, в 1969—1981 — старшим научным сотрудником Института этнографии АН СССР.
В 1949 году защитила кандидатскую диссертацию «Мёзия в I—II вв. н. э. (экономическое и социальное развитие)» под руководством В. Н. Дьякова.
В 1972 году защитила докторскую диссертацию «Возникновение государства у фракийцев VII—V вв. до н. э.».
Умерла в 1981 году. Похоронена на Востряковском кладбище.

## Научная деятельность
Основная сфера научных интересов — история и культура фракийцев, гетов, крито-микенский период истории Греции.
Одна из первых крупных работ «Мёзия в I—II вв. н. э. К истории нижнего Дуная в римское время» (1951) посвящена изучению племен, населявших регион, вошедший в состав дунайской провинции Римской империи — Нижней Мёзии (северная часть Болгарии и румынская Добруджа). Автор рассматривает ситуацию в Мёзии накануне римского завоевания и борьбу мёзийских племен против Рима, Паннонско-далматинское восстание 6—9 гг. н. э., образование провинции Мёзии, использование этой территории как плацдарм для наступательных действий римлян во времена Нерона, характеризует положение в Мёзии при Флавиях и социально-политические отношения в Нижней Мёзии во II в. н. э. Анализируется влияние дакийских войн конца I — начала II в. н. э., изменения в составе населения и социальные отношения в Нижней Мёзии во II в. н. э. Описывается развитие городской жизни в провинции, расширение транспортных путей, административная система Мёзии, сбор налогов, экономическое развитие и состав населения западнопонтийских городов во II в. н. э., состав армии Мёзии и ее роль в экономическом развитии провинции, расширение границ провинции Нижней Мёзии и начало социально-экономического кризиса в Мёзии в конце II в. н. э.
Работа «Возникновение государства у фракийцев VII—V вв. до н. э.» (1971) исследует процессы политогенеза у фракийских племен. Автор подчеркивает важность рассмотрения обширного племенного мира до и после вхождения в крупные территориальные государства древности. Т. Д. Златковская рассматривает экономическое развитие Фракии (земледелие, распространение прогрессивной агротехники; ремесла — металлообработка, гончарное ремесло; торговля и денежное обращение), социальные отношения (формы собственности, эксплуатации, имущественная и социальная дифференциация, фракийская община) и политическое устройство фракийского общества (формирование Одрисского государства, которому предшествовало объединение более близких племен).

## Основные работы
- Мёзия в I—II вв. н. э. К истории нижнего Дуная в римское время. М., 1951. 136 с.
- Племенной союз гетов под руководством Биребисты (I в. до н. э.) // ВДИ. 1955. № 2. С. 73-97.
- К вопросу об этногенезе фракийских племен // СЭ. 1961. № 6. С. 82-94.
- У истоков европейской культуры. Крит, Микены, Троя. М.: Изд-во АН СССР, 1961. 168 с.
- Проблемы становления государственной власти у южнофракийских племен // Разложение родового строя и формирование классового общества. М., 1968. С. 291—319.
- Возникновение государства у фракийцев. VII—V вв. до н. э. М.: Наука, 1971. 267 с.
- Элементы культа змеи в духовной культуре народов Юго-Восточной Европы // Ziva antika. 1974. Т. XXIV. № 1-2.
- Исторические аспекты романизации балканских земель в античное время // Славяно-волошские связи. Кишинев, 1978. С. 19-30.
- К проблеме античного наследства у южных славян и восточных романцев // СЭ. 1978. № 3. С. 47-58.
- К проблеме взаимодействия древнебалканской и древнеславянской культур: обряд сурвакания у болгар // СЭ. 1979. № 6. С. 59-70.
- Новогодний обряд хлестания у болгар и древнебалканская традиция // Pulpudeva. 1980. № 3.
- Проблема расселения северо-восточных фракийцев и современные этнографические данные // Pulpudeva.1978. № 2.
- К проблеме самобытности фракийской культуры в римское время // ВДИ. 1981. № 4.
- Исторические корни европейского календаря // Календарные обычаи и обряды в странах зарубежной Европы: исторические корни и развитие обычаев. М., 1983. С. 24-39.